# تیم ملی فوتبال آندورا

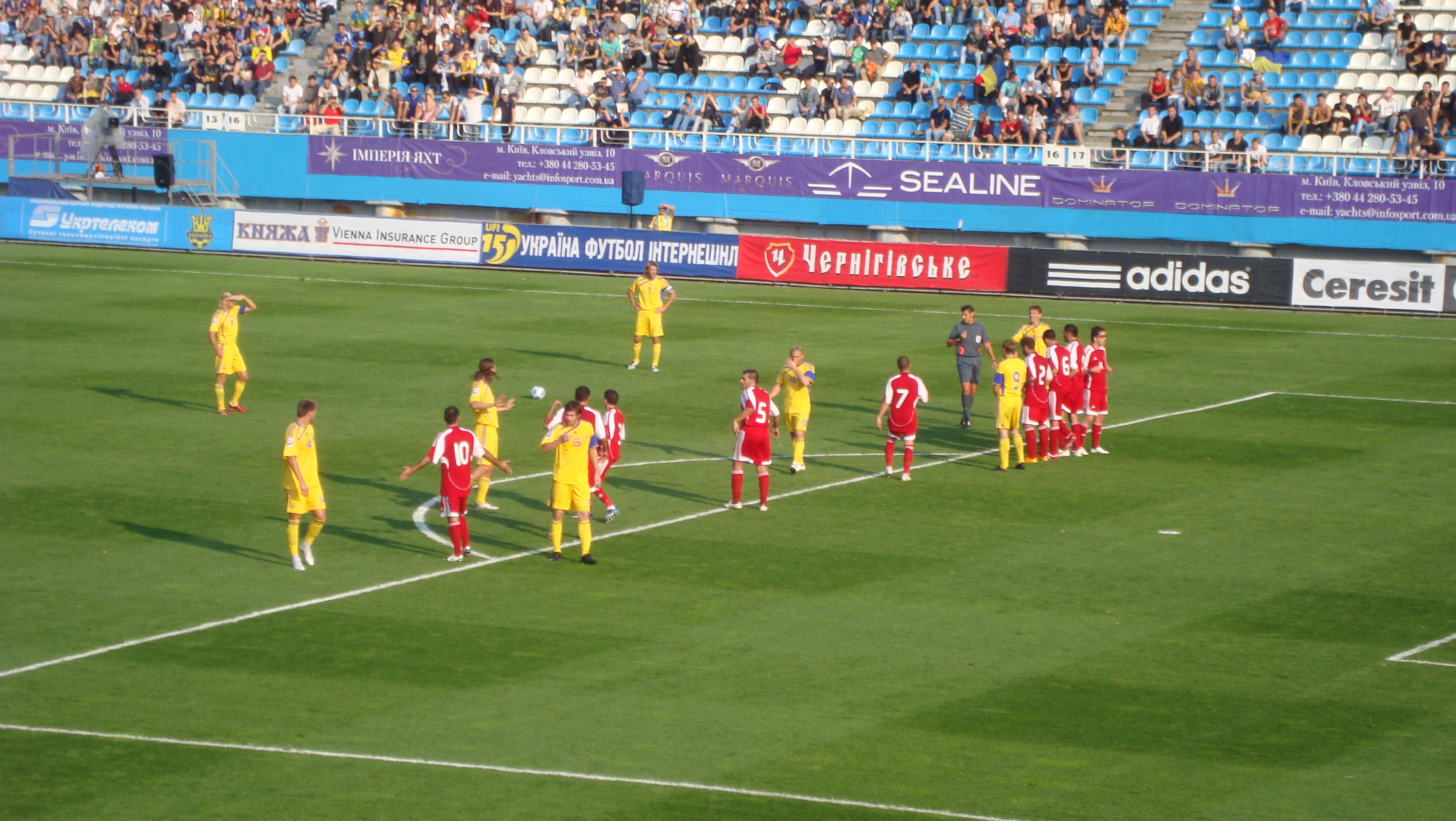
بهزی در مقایل اوکراین در سال ۲۰۰۹

تیم ملی فوتبال آندورا یک تیم فوتبال بین‌المللی است که به نمایندگی از کشور آندورا به میدان می‌رود. این تیم زیر نظر فدراسیون فوتبال آندورا فعالیت می‌کند. این تیم بدلیل جمعیت کم کشور دچار کمبود استعداد و مهره در ترکیب خود است. این کشور پنجمین کشور کوچک در اروپا (یوفا) می باشد. این تیم در اولین بازی خود مقایل تیم فوتبال استونی با شکست ۶ بر ۱ مواجه شد.

## تامین کندگان کیت (لباس ورزشی)
عموملا کیت خانگی این کشور به رنگ قرمز و بیرون از خانه به رنگ آبی است.
| برند    | کشور صاحب برند |
| ------- | -------------- |
| رویش    | آلمان          |
| ریباک   | آمریکا         |
| دیادورا | ایتالیا        |
| جوما    | اسپانیا        |
| آدیداس  | آلمان          |
| مکرون   | ایتالیا        |
| اررا    | ایتالیا        |